# La Parade de Noël Disney
La Parade de Noël Disney ou La Cavalcade de Noël est une parade présentée au parc Disneyland depuis 2012 pendant la saison hivernale.

## Parc Disneyland
Présentée pour la première fois le 9 novembre 2012, cette parade a été mise en place à l'occasion des vingt ans du resort, tout comme pour la parade estivale Disney Magic on Parade.
- Première représentation : 9 novembre 2012 (début officiel)
- Trajet : sur la route de la parade
- Durant la saison hivernale en complément avec : Disney Magic on Parade (2012-2016), Disney Stars on Parade (depuis 2017)

## Les chars
Au fil des années, la composition de la parade a évolué avec l'arrivée, la modification et la disparition de certains chars et de certains personnages.
Mise en scène par Christophe Leclercq, cette parade saisonnière est basée sur le thème des jouets et des préparatifs de Noël et a la particularité d'avoir un char consacré au Père Noël.
Les personnages récurrents de cette parade sont Dingo qui ouvre la parade aux côtés des soldats de plomb, suivi de Mickey, Minnie, Donald et la fée Clochette sur le char Décorons l'arbre (Deck the Halls). L'unité Sucre et Délices (Sugar and Spice), ajoutée en 2014 et présente Tic et Tac, Clarice, Daisy et une brigade de pâtissières préparant des gâteaux de Noël et des pains d'épices. 
Winnie l'ourson et ses amis Porcinet, Bourriquet, Tigrou et Coco Lapin prennent part à la parade entre deux chars avec des danseurs représentant la distribution du courrier de Noël.
Le char du chef des elfes, aujourd'hui exclu de la parade était présent de 2012 à 2015. Il a été remplacé en 2016 par un nouveau char L'Usine à jouets sur lequel sont Riri, Fifi et Loulou. Il est accompagné par les Trois Petits Cochons.
Le char de La Hotte du Père Noël (Santa's Basket), animé par les jouets de Toy Story (Woody, Buzz l'Éclair et Jessie entre autres). Il a, par le passé, été accompagné des soldats verts et des Indestructibles.
Un char ajouté également en 2016 est celui des Joies de la neige avec les personnages de Max, Clarabelle et Pluto.
Le dernier char est consacré au traîneau du Père Noël. Il accompagné d'elfes et de l'ours Duffy. De 2013 à 2015, les personnages de Riri, Fifi et Loulou l'accompagnait également sur ce char. 

## Musique
La musique utilisée n'est pas une composition originale crée pour cette parade. Elle a précédemment été utilisée pour Mickey’s Very Merry Christmas Parade qui défilait au Magic Kingdom jusqu’en 2006,. Elle reprend un medley de chants de Noël classiques américains dont Deck the Halls, Toyland, Here Comes Santa Claus, Jingle Bells et We Wish You a Merry Christmas, orchestrés sur un rythme soutenu. 